# Квинт Клавдий Квадригарий
Квинт Клавдий Квадригарий (лат. Quintus Claudius Quadrigarius; умер после 78 года до н. э.) — римский анналист, современник Луция Корнелия Суллы.

## Биография
Вероятно, из плебейского рода Клавдиев, быть может, вольноотпущенник одноимённой патрицианской фамилии. Написал римскую историю («Annales») в 23 книгах, не от основания города, как предшественники, а начиная лишь с галльского погрома в 390 году до н. э. (вероятно, осознавая, подобно Ливию, недостоверность древнейшей римской истории).
«Анналы» доведены до смерти Луция Корнелия Суллы, постигшей бессрочного диктатора весной 78 года до н. э. Для древнего периода (со 2-й Пунической войны) он ограничился простой переработкой греческой летописи Гая Ацилия Глабриона (II век до н. э.), отчего мог быть назван у Тита Ливия переводчиком Ацилия.
Клавдий писал старинным слогом, любил простоту речи, избегал длинных периодов. Авл Геллий называет его образцовым писателем и делает из него значительные выписки.